# Ramón Malla
Ramón Malla i Call (Seo de Urgel, 4 de septiembre de 1922 – Lérida, 18 de abril de 2014) fue un religioso español, obispo de Lérida de 1968 a 1999 y administrador apostólico de la Diócesis de Urgel durante una sede vacante de 1969 a 1971.

## Biografía
Estudió en los seminarios de Seo de Urgel y Barcelona. Se licenció en teología en la Universidad Pontificia de Salamanca, y en Derecho canónico en la Pontificia Universidad Gregoriana de Roma. Fue ordenado sacerdote el 19 de diciembre de 1948 en Salamanca.
Desde 1949 hasta al 1967, ejerció diversos ministerios parroquiales y curiales en la Diócesis de Barcelona. En 1967 fue nombrado vicario general de la Diócesis de Urgel y Delegado Permanente de la Mitra para el Principado de Andorra. El 24 de julio de 1968 fue nombrado obispo de Lérida por el papa Pablo VI, tomando posesión el 26 de octubre del mismo año. Recibió la ordenación episcopal el día siguiente, 27 de octubre, en la Catedral Nueva de Lérida. Posteriormente, desde 1969 hasta 1971, fue administrador apostólico de Diócesis de Urgel durante una sede vacante y, por tanto, actuó como Copríncipe de Andorra.
En 1988 Malla firmó la constitución del consorcio del Museo Diocesano de Lérida.
Durante su pontificado fue un decidido impulsor de la renovación del obispado propiciando “l’aggiornamento” que surgió el Concilio Vaticano II, con la creación del consejo diocesano de presbiteriado, el consejo diocesano de pastoral, la remodelación de las estructuras pastorales -parroquias, arziprestazgos, promoción del laicado. Es notoria la importancia de la semana de pastoral durante los inicios del año 1970, impulsora del rejuvenecimiento pastoral diocesano. Con el tiempo, trasladó el Seminario Diocesano a Barcelona, integrándose los seminaristes en el Seminario Interdiocesano, del cual la diócesis de Lérida es cofundadora.
La venta-cesión del edificio del antiguo Seminario a la ciudad para ser la sede de la Universidad de Lérida marca una hito importante en relación con el mundo de la cultura. Diálogo fe-cultura, que fue reforzado por la creación del IREL y la promoción del nuevo emplazamiento del museo diocesano.
La nueva casa sacerdotal es un referente de la atención y cuidado del obispo Malla por el bienestar material y espiritual del clero diocesano.
Durante su pontificado, Monseñor Malla padeció la división del obispado con la desmembración de las parroquias de la parte de Aragón que se correspondían con dicha comunidad autónoma. Este hecho se materializó el 17 de septiembre de 1995 y quedó cerrado en la segunda fase el 15 de junio de 1998. Consecuencia de aquello, aún queda abierto el contencioso con la diócesis de Barbastro-Monzón acerca de la titularidad de algunas piezas del catálogo del museo diocesano ilerdense que en su momento llegaron desde territorio aragonés.
Durante el Concilio Provincial de la Tarraconense fue designado obispo delegado para los religiosos/es. En la Conferencia Episcopal Española fue miembro de la Comisión Jurídica y de tiempo de la Comisión de Economía.
El 19 de diciembre de 1999 el papa Juan Pablo II aceptó su renuncia y pasó a ser obispo emérito de Lérida, le sucedió en el pontificado Francesc Xavier Ciuraneta i Aymí.
Ramón Malla falleció en Lérida el 18 de abril de 2014 a los 91 años, sus restos fueron depositados en la capilla de Nuestra Señora de Montserrat en la Seo Nueva de Lérida.
| Predecesor: Ramón Iglesias y Navarri | Administrador apostólico de Urgel Copríncipe de Andorra Junto a Georges Pompidou (1969-1974) 1969 - 1971 | Sucesor: Joan Martí Alanis              |
| Predecesor: Aurelio del Pino Gómez   | Obispo de Lérida 1968 - 1999                                                                             | Sucesor: Francesc Xavier Ciuraneta Aymí |